# Einer mit Herz
Einer mit Herz ist ein US-amerikanischer Liebesfilm aus dem Jahr 1982 von Francis Ford Coppola.

## Handlung
In Las Vegas, am Vorabend des 4. Juli, feiert das Pärchen Frannie und Hank seinen fünften Jahrestag. Frannie schenkt Hank zwei Tickets nach Bora Bora und Hank schenkt Frannie den Schlüssel zu ihrem gemeinsamen Haus. Ursprünglich wollten sie es nur renovieren und anschließend wieder verkaufen, aber Hank hält es für eine gute Idee, eine Weile gemeinsam darin zu wohnen, bevor sie es wieder verkaufen. Frannie gefällt dieser Gedanke überhaupt nicht, und sie ist auch leicht verstimmt, als Hank nicht mit ihr auswärts essen will, sondern zu Hause für sie kocht. Aus der Verstimmung wird Streit und während der Auseinandersetzung kommen unschöne Geheimnisse ans Tageslicht: Frannie hat Hanks besten Freund Moe auf der Neujahrsparty geküsst, während Hank sie mit einer schönen unbekannten Blondine betrogen hat. Diese Offenbarungen führen dazu, dass beide sich im Streit trennen und jeweils bei ihren Freunden Moe und Maggie unterkommen.
Am nächsten Tag lernen sie etwa zeitgleich neue Menschen kennen: Die Schaufensterdekorateurin Frannie begegnet dem Pianisten und Charmeur Ray; Hank hingegen lernt die deutsche Zirkusartistin Leila kennen. Zu ihrer abendlichen Verabredung läuft Frannie am Abend des 4. Juli in ihrem roten Kleid durch die Stadt und sucht Ray. Nachdem sie ihn gefunden und bemerkt hat, dass er als Kellner arbeitet, riskiert dieser seine Entlassung und beide tanzen in die Nacht hinein. Sie verbringt eine glückliche Zeit mit ihm und landet später im Oriental-Hotel, wo sie mit Ray schläft. Auch Hank schläft mit Leila, nachdem beide einen entspannten romantischen Abend im Hinterhof des Taj Mahal hatten.
Allerdings realisiert Hank am nächsten Morgen, dass auch Frannie in dieser Nacht Sex hatte, weswegen er versucht, sie zu kontaktieren. Leila erkennt anhand von Hanks Eifersucht, dass sein Herz nicht ihr gehört, weswegen sie während der Suche nach Frannie einfach verschwindet. Das hält Hank aber nicht davon ab, Frannie aus dem Oriental zu entführen. Doch während der Heimfahrt erklärt Frannie ihm, dass es endgültig vorbei sei, und bereitet sich auf den Urlaub mit Ray in Bora Bora vor. Nach einem letzten Versuch, bei dem Hank für Frannie You Are My Sunshine singt, fliegt sie scheinbar ab und Hank kehrt niedergeschlagen nach Hause zurück. Er versucht, die letzten Erinnerungsstücke von Frannie zu verbrennen. Aber vor lauter Schmerz kann er es nicht tun. Frannie schleicht sich währenddessen ins Haus und sieht, wie Hank weint, womit sie den Beweis hat, dass sie ihm doch noch etwas bedeutet, sodass sie sich beide in die Arme schließen können.

## Kritik
„Coppolas Einer mit Herz ist eine interessante Produktion, aber kein guter Film. […] Die trostlose Sache an dem Film ist, dass er keinen Rhythmus hat. Es ist ein Ballett von anmutigen und komplexen Kamerabewegungen mit übermächtig großartigen Sets, aber irgendwie gehen die Figuren in diesem Prozess verloren.“

„In Einer mit Herz hat Coppola phantasiereiche Sets und Kulissen und Tom Waits Bluesmusik mit einer dahin treibenden überschneidenden Handlung kombiniert, um eine durch und durch amerikanische Romanze im Umfeld von Las Vegas zu erschaffen.“

„Coppolas Film wirkt, als würde jemand auf einem gigantischen Synthesizer "Hänschen klein" dudeln. […] Niemand stört sich daran, wenn das Dekor aus Pappe ist, solange es die Gefühle nicht sind. Genau aus diesem Stoff bestehen sie hier aber. […] Songs, die zuweilen die philosophische Tiefe von Cindy & Bert erreichen, dazu halbherzig zwischen "West Side Story" und "Saturday Night Fever" arrangierte Tanznummern lassen streckenweise den Verdacht aufkommen, Coppola habe ein Musical machen wollen. Doch es tanzt nur die Kamera, seine Schauspieler bleiben so flach wie die Schemenmännchen der Videospiele.“

„Die Eheromanze, die dem Film den Vorwand für seinen monströsen Aufwand gab, ging im Bilderrausch unter, die Gesichter erstarrten zu Masken, die Körper zu Posen eines eisigen Balletts. Der Film war ein Vampir: Er sog seinen Figuren alle Lebendigkeit aus und spie sie als farbige Schatten auf die Leinwand zurück.“

„Mit den Mitteln des Melodrams und des Revue-Films entwickelt Coppola an Hand [sic.] einer trivialen Liebesgeschichte ein doppelbödiges Spiel mit den Möglichkeiten des Kinos, indem er Illusion und Ernüchterung gegeneinander ausspielt. Gleichzeitig entwirft der Film das Bild einer Gesellschaft, in der wahre Gefühle kaum mehr Bestand haben, und setzt ihr eine märchenhafte Liebesutopie entgegen. Dramaturgisch manchmal unstimmig und bisweilen auch zerdehnt, beeindruckt der Film durch optischen Reichtum und technische Brillanz.“

## Produktion
Die hohen Produktionskosten führten dazu, dass Coppola Insolvenz anmelden musste. Die Produktion von Einer mit Herz war ursprünglich gedacht, den Druck und den Produktionsstress, den er zuvor bei Apocalypse Now gehabt hatte, zu reduzieren. Daher entwickelte er ein System, bei dem zuvor alle Szenen mit einer Videokamera aufgenommen wurden, bevor der Film anschließend innerhalb von 26 Tagen abgedreht wurde. Allerdings wurden aus den ursprünglichen 2 Mio. US-Dollar Produktionsbudget 25 Mio. US-Dollar. Die Einspielergebnisse waren mit insgesamt $636.796 katastrophal.

## Auszeichnungen
- eine Nominierung bei der Oscarverleihung 1983 für die Beste Filmmusik von Tom Waits

## Veröffentlichung
Der Film startete am 12. Februar 1982 in den US-Kinos und konnte dort lediglich etwas mehr als 630.000 US-Dollar einspielen. In Deutschland startete er am 1. Oktober 1982. Er wurde im Jahre 2011 auf DVD veröffentlicht.

### Schnittfassungen
Neben der Kinofassung von 1982 gibt es eine sogenannte Restored-Fassung, die Coppola 2003 veröffentlichte und die 99 Minuten lang ist. 2024 veröffentlichte er eine Reprise-Version, die eine Länge von 93 Minuten aufweist. Alle drei Fassungen weichen voneinander ab, die beiden späteren Fassungen umfassen jeweils alternatives und exklusives Bildmaterial.

## Trivia
Coppolas Eltern, Italia und Carmine Coppola, spielen eine kleine Nebenrolle. Es ist der erste Film mit Rebecca De Mornay, die ebenfalls eine kleine Nebenrolle spielt.